# Американские сухопутные черепахи
Америка́нские сухопу́тные черепа́хи (лат. Chelonoidis) — род сухопутных черепах.
Включает пять видов с длиной панциря 25—122 см. Они населяют Южную Америку и Галапагосы.
Все четыре вида являются редкими, три из них занесены в Красную книгу МСОП.

## Список видов

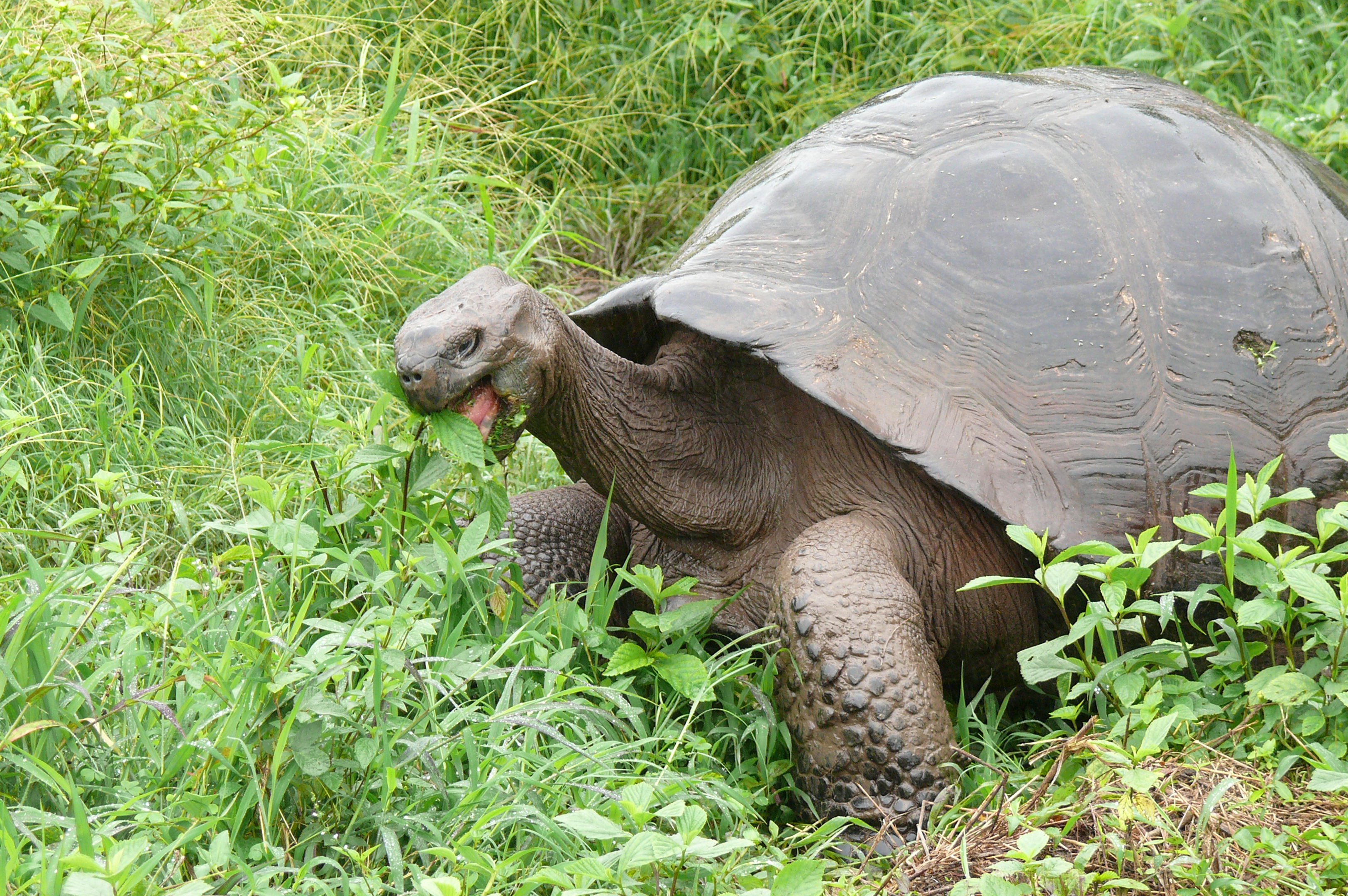
Слоновая черепаха (Chelonoidis elephantopus)

По данным Reptile Database на февраль 2025 года включает 4 современных вида:
- Chelonoidis carbonaria — угольная черепаха, или красноногая черепаха
- Chelonoidis chilensis — аргентинская черепаха, или чилийская черепаха
- Chelonoidis denticulata — зубчатая черепаха, или шабути
- Chelonoidis elephantopus — слоновая черепаха, или галапагосская черепаха

Кроме того, описано ещё 4 вымерших вида:
- † Chelonoidis alburyorum[3][4][5]
- † Chelonoidis cubensis[5]
- † Chelonoidis dominicensis[4][6][7]
- † Chelonoidis monensis[5]